# Biserica greco-catolică din Jibou
Biserica greco-catolică "Sf. Apostoli Petru și Pavel" este o biserică din Jibou, construită în 1930 de cultul greco-catolic. Biserica aparține de Eparhia Greco-Catolică de Maramureș. 

## Istoric
Biserica a fost construită în timpul lui Laurențiu Sima, preot al comunității greco-catolice din Jibou începând din 1920.

## Lagături externe
- Biserica "Sf. Apostoli Petru și Pavel"[nefuncțională]
- Biserica Sf. Apostoli
- Biserica Sf. Apostoli Petru si Pavel-JIBOU
- Biserica "Sf. Apostoli Petru si Pavel"[nefuncțională]
- Dumitru Ilea, Monografia scoalei primare din com. Jibou
- Dumitru Ilea, MONOGRAFIA ȘCOALEI PRIMARE DIN COMUNA JIBOU (1936) Arhivat în 27 octombrie 2007, la Wayback Machine.